# Nậm Nưa
Nậm Nưa hay Nậm Nứa, Nam Neua (sông Nưa), là một sông trong hệ thống sông Mekong, chảy ở tỉnh Điện Biên, Việt Nam, và tỉnh Phongsaly, Lào .
Trên các bản đồ hành chính trong Tập bản đồ hành chính Việt Nam và bản đồ trong Tập bản đồ giao thông đường bộ Việt Nam, sông này được ghi là Nậm Nưa. 
Nậm Nưa còn được ghi tên là Nậm Núa trong các giới thiệu của tỉnh Điện Biên .

## Dòng chảy
Tại Việt Nam sông chảy hướng tây bắc từ xã Mường Nhà 21°5′2″B 103°7′19″Đ / 21,08389°B 103,12194°Đ. Đến xã Pa Thơm thì Nậm Nưa đổi hướng tây nam theo dọc biên giới Việt - Lào và sang nước Lào.
Tại Lào sông chảy qua muang May đến muang Khoua (Mường Khoa) tỉnh Phongsaly thì đổ vào một phụ lưu sông Mekong là Nam Ou.21°03′38″B 102°40′10″Đ / 21,060676°B 102,669429°Đ
Dòng chảy có hình gần như chữ Λ. Dòng chảy tại Việt Nam dài cỡ 65 km, đoạn biên giới cỡ 18 km, đoạn tại Lào cỡ 35 km, tổng cộng 118 km.

## Lỗi địa danh
Đoạn Nậm Nưa từ bản Pa Nậm ở cuối thung lũng Mường Thanh, qua xã Pa Thơm 21°18′36″B 102°55′7″Đ / 21,31°B 102,91861°Đ và chạy dọc biên giới Việt-Lào, dài cỡ 30 km, được ghi nhầm là Nậm Rốm .
Người Kinh và người ở xa đến đã quen theo tên "Nậm Rốm" này, ví dụ tham khảo "Tài nguyên nước và thủy năng" đã giới thiệu "Sông Nậm Rốm bắt nguồn từ Bắc huyện Điện Biên qua thành phố Điện Biên Phủ - Pa Thơm (huyện Điện Biên) rồi chảy sang Lào".
Bản quy chuẩn "Danh mục lưu vực sông nội tỉnh (Việt Nam)" ban hành còn có lỗi viết ngọng "Nậm Núa" thành "Nậm Lúa" .
Ở bản đồ hành chính tỉnh Điện Biên trong Tập bản đồ hành chính Việt Nam, sông Nậm Nưa có ba tên gọi khác nhau cho ba đoạn: đầu nguồn là Nậm Lúa, rồi đến Nậm Rốm và đoạn ở Lào trước khi đổ vào Nậm U là Nậm Nưa. 
Biên tập của Google Maps năm 2019 ghi đúng tên sông "Nậm Nứa" và "Nậm Rốm" của các đoạn đã nêu. Năm 2024, đã thấy tên gọi "Nậm Nứa" trên Google Maps đổi thành Nậm Nưa.